# Malvin Wald
Pour les articles homonymes, voir Wald.
Malvin Daniel Wald est un scénariste américain né le 8 août 1917 à New York (État de New York) et mort le 6 mars 2008 à Los Angeles (Californie).

## Biographie
Malvin Wald, après avoir obtenu son diplôme du Brooklyn College, rejoint son frère Jerry à Hollywood, où il travaille comme scénariste. En 1939 il devient lui-même scénariste et travaille pour les principales sociétés de production (Warner Bros, Metro-Goldwyn-Mayer, 20th Century-Fox, Paramount, Columbia, Universal, RKO)
Lorsque la guerre éclate, il s'engage dans les United States Army Air Forces et est affecté à l'unité de cinéma, où il travaille comme scénariste pour des films destinés à l'entraînement ou au recrutement. Après la guerre, il continue à travailler comme scénariste pour le cinéma et pour la télévision. Il enseigne ensuite l'écriture de scénarios à l'Université de Californie du Sud, et écrit des essais et des articles sur l'histoire du cinéma.

## Filmographie

### Cinéma
- 1941 : Two in a Taxi (en) de Robert Florey
- 1942 : Les Dix Héros de West Point de Henry Hathaway
- 1943 : Jive Junction de Edgar G. Ulmer
- 1943 : The Underdog de William Nigh
- 1943 : L'Irrésistible Miss Kay (en) de Norman Z. McLeod
- 1948 : La Fin d'un tueur (The Dark Past) de Rudolph Maté
- 1948 : L'Antre de la folie (Behind Locked Doors) de Oscar Boetticher
- 1948 : La Cité sans voiles de Jules Dassin
- 1949 : Avant de t'aimer de Ida Lupino
- 1949 : Le Maître du gang de Joseph H. Lewis
- 1950 : Outrage de Ida Lupino
- 1951 : Ardente Jeunesse (en) de Charles Lederer
- 1955 : Battle Taxi de Herbert L. Strock
- 1957 : Cœurs brûlés (en) de Ranald MacDougall
- 1958 : Street of Darkness (en) de Robert G. Walker
- 1959 : Al Capone de Richard Wilson
- 1961 : Le Dernier Train de Santa Cruz (en) de George Montgomery
- 1969 : Venus in Furs de Jesús Franco

### Télévision
- 1952 : Hollywood Opening Night (1 épisode)
- 1952-1954 : Fireside Theatre (2 épisodes)
- 1953 : Your Favorite Story (4 épisodes)
- 1954 : Tales of Hans Anderson (1 épisode)
- 1954 : Lux Video Theatre (1 épisode)
- 1954 : Meet the Family (téléfilm)
- 1954 : Meet Mr. McNutley (1 episode)
- 1955 : Brave Eagle (2 épisodes)
- 1955 : Mon amie Flicka (2 épisodes)
- 1955 : Jungle Jim (2 épisodes)
- 1955 : Treasury Men in Action (1 épisode)
- 1955 : The Millionaire (1 épisode)
- 1955 : Douglas Fairbanks, Jr., Presents (1 épisode)
- 1956 : Ethel Barrymore Theater (1 épisode)
- 1956 : Lassie (1 épisode)
- 1956 : Goodyear Television Playhouse (1 épisode)
- 1956 : Warner Brothers Presents (1 épisode)
- 1956 : Le choix de... (1 épisode)
- 1956 : The Alcoa Hour (1 épisode)
- 1956 : Judge Roy Bean (1 épisode)
- 1957 : Perry Mason (1 épisode)
- 1957 : The Restless Gun (1 épisode)
- 1957 : The George Sanders Mystery Theater (1 épisode)
- 1957 : Playhouse 90 (1 épisode)
- 1957 : Wire Service (1 épisode)
- 1957 : Cavalcade of America (1 épisode)
- 1957 : West Point (1 épisode)
- 1957-1958 : The Silent Service (3 épisodes)
- 1958 : Have Gun - Will Travel (1 épisode)
- 1958 : Letter to Loretta (1 épisode)
- 1958 : Peter Gunn (1 épisode)
- 1958 : Behind Closed Doors (1 épisode)
- 1958 : Climax! (2 épisodes)
- 1958-1960 : Shirley Temple's Storybook (2 épisodes)
- 1959-1961 : Lock Up (2 épisodes)
- 1960 : Assignment: Underwater (1 épisode)
- 1960-1961 : The Case of the Dangerous Robin(3 épisodes)
- 1961 : Dobie Gillis (1 épisode)
- 1961 : Hollywood: The Golden Years (documentaire pour la télévision)
- 1961 : The Rafer Johnson Story (documentaire pour la télévision)
- 1962 : Combat! (1 épisode)
- 1962 : D-Day June 6, 1944 (documentaire pour la télévision)
- 1963 : The Great Adventure (1 épisode)
- 1963 : Project: Man in Space (documentaire pour la télévision)
- 1963 : Biography of a Rookie: The Willie Davis Story (documentaire pour la télévision)
- 1966-1968 : Daktari (16 épisodes)
- 1967 : Untamed World (série de documentaires) (1 épisode)
- 1968 : Around the World of Mike Todd (documentaire pour la télévision)
- 1969 : La nouvelle équipe (1 épisode)
- 1977-1978 : La Légende d'Adams et de l'ours Benjamin (9 épisodes)
- 1979 : The Littlest Hobo (2 épisodes)
- 1979 : Greatest Heroes of the Bible (1 épisode)
- 1980 : The Legend of Sleepy Hollow (téléfilm)

## Analyse
- Sa manière d'aborder les histoires policières, et notamment dans La Cité sans voiles, a fait évoluer de manière radicale la façon de raconter ce type d'histoire, et a servi de référence à l'écriture de futures séries comme Les Experts ou New York Police Blues[4],[1].

## Nominations
toutes pour La Cité sans voiles
- Oscars du cinéma 1949 : Oscar de la meilleure histoire originale
- Writers Guild of America Awards 1949 :
  - Best Written American Drama
  - Robert Meltzer Award